# Coppa del mondo di arrampicata 1997
La Coppa del mondo di arrampicata 1997 si è disputata dal 5 settembre al 29 novembre, nell'unica disciplina lead.

## Tappe
La Coppa si è disputata su 5 gare.
| # | Data        | Città      | Nazione     |
| - | ----------- | ---------- | ----------- |
| 1 | 5 settembre | Courmayeur | Italia      |
| 2 | 24 ottobre  | Praga      | Rep. Ceca   |
| 3 | 9 novembre  | Kranj      | Slovenia    |
| 4 | 22 novembre | Imst       | Austria     |
| 5 | 29 novembre | Birmingham | Regno Unito |

## Classifica maschile lead
| Pos.                                                                        | Atleta             | ITA      | CZE      | SLO     | AUT         | GBR | Punti |
| --------------------------------------------------------------------------- | ------------------ | -------- | -------- | ------- | ----------- | --- | ----- |
| 1                                                                           | François Legrand   | 5        | 10       | 2       | 1           | 2   | 345   |
| 2                                                                           | Arnaud Petit       | 24       | 3        | 5       | 7           | 1   | 266   |
| 3                                                                           | François Petit     | 3        | 5        | 3       | 9           | 12  | 246   |
| 4                                                                           | Cristian Brenna    | 2        | 8        | 8       | 9           | 6   | 244   |
| 5                                                                           | Chris Sharma       |          |          | 1       | 2           | 5   | 231   |
| 6                                                                           | Paul Dewilde       | 9        | 4        | 4       | 8           | 9   | 224   |
| 7                                                                           | Ludovic Laurence   | 20       | 1        | 9       | 13          | 8   | 215   |
| 8                                                                           | Evgeny Ovchinnikov | 1        | 24       | 7       |             |     | 150   |
| 9                                                                           | Christian Core     | 7        | 11       | 12      | 13          | 17  | 146   |
| 10                                                                          | David Caude        | 4        | 30       | 19      | 20          | 4   | 137   |
| \| Legenda \| 1º posto \| 2º posto \| 3º posto \| A punti \| Senza punti \| |                    |          |          |         |             |     |       |
| Legenda                                                                     | 1º posto           | 2º posto | 3º posto | A punti | Senza punti |     |       |

## Classifica femminile lead
| Pos.                                                                        | Atleta           | ITA      | CZE      | SLO     | AUT         | GBR | Punti |
| --------------------------------------------------------------------------- | ---------------- | -------- | -------- | ------- | ----------- | --- | ----- |
| 1                                                                           | Muriel Sarkany   | 1        | 1        | 6       | 2           | 1   | 427   |
| 2                                                                           | Liv Sansoz       |          | 2        | 1       | 1           | 2   | 360   |
| 3                                                                           | Stéphanie Bodet  | 3        | 3        | 4       | 3           | 6   | 297   |
| 4                                                                           | Elena Choumilova | 5        | 5        | 2       | 4           | 8   | 277   |
| 5                                                                           | Martina Cufar    | 2        | 7        | 8       | 6           | 11  | 241   |
| 6                                                                           | Natalie Richer   | 4        | 13       | 5       | 5           | 5   | 234   |
| 7                                                                           | Cecile Avezou    | 7        | 4        | 12      | 8           | 4   | 221   |
| 8                                                                           | Marietta Uhden   |          | 9        | 3       | 14          | 3   | 191   |
| 9                                                                           | Annatina Schultz | 10       | 6        | 16      | 16          | 13  | 147   |
| 10                                                                          | Mi-Sun Go        | 8        | 8        | 13      | 10          |     | 140   |
| \| Legenda \| 1º posto \| 2º posto \| 3º posto \| A punti \| Senza punti \| |                  |          |          |         |             |     |       |
| Legenda                                                                     | 1º posto         | 2º posto | 3º posto | A punti | Senza punti |     |       |